# ایگور چروینسکی
ایگور چروینسکی (به انگلیسی: Ihor Chervynskyi) (زادهٔ ۱۶ دسامبر ۱۹۸۱) شناگر اهل اوکراین است.